# Marie von Stedingk
Maria « Marie » Frederica von Stedingk (31 octobre 1799 — 15 juin 1868) est une compositrice et aristocrate suédoise.

## Biographie
Stedingk est née à Saint-Pétersbourg, fille du maréchal suédois le comte Kurt von Stedingk et d'Ulrika Fredrika Ekström. Elle a été demoiselle d'honneur de la reine de Suède Désirée Clary.
Elle meurt célibataire à Stockholm en 1868.
Parmi ses compositions figurent le Nocturne för melodiinstrument (texte de Mathilda Berwald (en)).
La compositrice Mathilda d'Orozco lui a dédié sa composition Sex Sånger för Piano (1842).